# Военспец
Военный специалист (сокращённо военспец):
1. в первые годы советской власти — генералы, адмиралы, офицеры и чиновники вооружённых сил Российской империи, привлечённые на службу в РККА и РККФ (не всегда добровольно) во время Гражданской войны в России.
2. военнослужащий вооружённых сил (ВС) одного государства, направленный для оказания помощи в освоении, обслуживании и эксплуатации техники и вооружения в ВС другого государства.

## Россия

### Внутрипартийные споры о военспецах
Вождь большевиков В. И. Ленин поставил задачу привлечения военных специалистов Российской империи к строительству Красной армии и к управлению войсками во время боевых действий против Белых армий.
…совершенно незачем выкидывать полезных нам специалистов. Но их надо поставить в определенные рамки, представляющие пролетариату возможность контролировать их. Им надо поручать работу, но вместе с тем бдительно следить за ними, ставя над ними комиссаров и пресекая их контрреволюционные замыслы.

В. И. Ленин. Полное собрание сочинений, т. 38, стр. 6—7
Хотя с точки зрения коммунистической идеологии царские офицеры и генералы относились к враждебному пролетариату эксплуататорскому классу, военная необходимость в создании регулярной Красной армии заставила принять на службу большое число бывших офицеров и генералов.
…марксистская политика вовсе не есть политика Тяпкина-Ляпкина, который до всего доходит своим умом, ибо история вовсе не собирается ждать, пока мы, отбросив специалистов, станем додумываться постепенно до вопроса о превращении отрядов в полки или, вернее, об их переименовании: ибо, дело именно свелось к тому, что начальники отрядов назвали себя командирами полков, бригад и дивизий, смотря по вкусу, что, однако, вовсе не приблизило их отрядов к правильным внутренно-пропорциональным военным формированиям.

Л. Троцкий. Военные специалисты и Красная Армия
В то же время против использования бывших офицеров выступили «левые коммунисты», а позже «военная оппозиция». С другой стороны председатель Реввоенсовета Л. Д. Троцкий и его единомышленники были против чрезмерного контроля над работой военных специалистов.
В 1919 году на VIII съезде РКП(б) по поводу привлечения военных специалистов произошла острая дискуссия. От военной оппозиции выступил В. М. Смирнов. По его словам, «буржуазных» военных специалистов нельзя было назначать на командные посты в армии, они должны были выступать только как советники. Кроме того, Смирнов резко критиковал положение Устава внутренней службы Красной армии о приветствии рядовыми вышестоящих военных, называл это «пережитком самодержавно-крепостнического порядка».

В ответ Ленин говорил о необходимости использовать знания и опыт военспецов. 
... Вся ошибка оппозиции в том-то и состоит, что вы, будучи связаны с этой партизанщиной своим опытом, будучи связаны с этой партизанщиной теми традициями героизма, которые будут памятны, вы не хотите понять, что теперь период другой. Теперь на первом плане должна быть регулярная армия, надо перейти к регулярной армии с военными специалистами» .
Съезд принял решение, осуждавшее как подход «военной оппозиции», так и подход сторонников Л. Троцкого в отношении чрезмерного доверия военным специалистам, так как нередки были случаи перехода военспецов на сторону белых.

### История

#### Революция и гражданская война
После Октябрьской революции, в вооружённых силах, произошёл раскол в среде командного состава, который по отношению к большевикам и к Советской власти разделился на несколько групп.
Первая группа генералов, (адмиралов) и офицеров не признала власть большевиков и Советов, повела активную вооружённую борьбу за свержение их власти и составила ударную силу Белого движения.
Вторая группа также не признала Советскую власть, однако заняла выжидательную и нейтральную по отношению к большевикам позицию, не встав на открытый путь сопротивления.
Третья группа добровольно перешла на сторону Советской власти. Среди них ставшие затем известными военачальники: М. Д. Бонч-Бруевич, И. И. Вацетис, С. С. Каменев, Б. М. Шапошников, А. И. Егоров, А. А. Самойло, А. И. Корк, Д. М. Карбышев, В. М. Альтфатер и др.
19 марта 1918 года Совет народных комиссаров принял решение о широком привлечении в Красную армию военных специалистов, а 26 марта Высший военный совет издал приказ об отмене выборного начала в армии, что открыло доступ в ряды Красной армии бывших генералов и офицеров.
К лету 1918 года несколько тысяч офицеров добровольно вступили в Красную армию. В советской литературе фигурирует цифра в 8 тыс. таких офицеров, которая, однако, с точки зрения некоторых современных исследователей, является завышенной. Высказывалось даже утверждение, что в период добровольного комплектования Красной армии в неё вступили только 765 офицеров[нужна атрибуция мнения]. По мере расширения Гражданской войны и увеличения численности Красной армии потребность в опытных военных кадрах стремительно возрастала. В таких условиях принцип добровольности уже не устраивал руководство большевиков, и оно перешло к мобилизационному принципу (к мобилизациям офицеров, но чуть позже — в начале 1919 года — были вынуждены перейти и противники большевиков).
29 июня 1918 года Совет народных комиссаров издал декрет, согласно которому вводилась мобилизация бывших офицеров и чиновников. 
В Москве это осуществлялось следующим образом. В соответствии с приказом Московского военкомата №605 от 5 августа 1918 года было предписано, что «... 7-го августа все бывшие офицеры до 60-летнего возраста должны к 10 ч. утра явиться на сборный пункт в Алексеевское училище (Лефортово)...», ̧а «... неявившиеся подлежат ответственности по законам военного времени ...». В Алексеевское училище явилось свыше 17 тысяч бывших офицеров. Они находились там по 13 августа 1918 года без еды и в антисанитарных условиях. Военный руководитель Высшего военного совета М.Д. Бонч-Бруевич 14 августа 1918 года писал начальнику Всероссийского главного штаба А.А. Свечину: «Происходящая в Москве регистрация бывших офицеров с массовыми арестами, производя гнетущее впечатление на всю корпорацию бывшего командного состава, еще более ухудшает вопрос возможности добровольного поступления военных специалистов в войска».
К сентябрю 1919 года в ряды Красной армии было зачислено 35,5 тыс. офицеров и генералов и около 4-х тысяч военных чиновников. До конца Гражданской войны всего было призвано в ряды РККА 48,5 тыс. офицеров и генералов, а также 10,3 тыс. военных чиновников и около 14 тыс. военных врачей. Кроме того, в Красную армию до 1921 года было зачислено и до 14 тыс. офицеров, служивших в белых и национальных армиях, в том числе, например, будущие Маршалы Советского Союза Л. А. Говоров и И. Х. Баграмян.
По оценке А. Г. Кавтардзе, в общей сложности около 30 % дореволюционного офицерского корпуса прошли службу в рядах Красной армии. За вычетом примерно трети офицерского корпуса, вообще не принявших участие в Гражданской войне, 43 % офицеров, числившихся в Российской армии к началу 1918 года, воевали на стороне «красных», при 57 % — на стороне «белых». По оценке С. В. Волкова, количество воевавших за большевиков меньше и составляет (без учёта взятых в плен бывших белых офицеров) 19—20 % дореволюционного офицерства.
Кадровый голод в РККА был ликвидирован благодаря созданию военных школ и курсов ускоренной подготовки красных командиров из рабочих и крестьян. Постепенно за счёт командиров из рабочих и крестьян, оканчивавших военные школы и курсы, доля бывших офицеров снижалась. Так в 1918 году военспецы составляли 75 % командного состава Красной армии, в 1919 — 53 %, в 1920 — 42 %, в конце 1921 — 34 %, при этом снижение доли бывших офицеров не означало снижения их абсолютного числа и объяснялось ростом численности армии и её командного состава в целом.
Передавая свой оперативный и технический опыт, военные знания и умения, военные специалисты старой школы оказали большую помощь красным в строительстве их вооружённых сил и в организации побед Красной армии над интервентами и белогвардейцами в сражениях Гражданской войны в России. В этой связи показательна следующая статистика:
…Из 20 лиц, занимавших в ходе ГВ должности командующих фронтами, 17 человек, или 85 %, были кадровыми офицерами старой армии.
Должности начальников штабов фронтов занимали 25 человек — все бывшие кадровые офицеры (22 генштабиста и 3 полковника старой армии).
Из 100 командующих армиями военными специалистами были 82 человека, из них кадровых — 62. Изменили советской власти 5 человек, из них три бывших кадровых генштабиста (Б. П. Богословский, Н. Д. Всеволодов, Ф. Е. Махин) и два офицера военного времени (И. Л. Сорокин, А. И. Харченко)
Начальников штабов армий было 93, из них бывших кадровых офицеров 77 (83 %), в том числе 49 генштабистов. Изменили советской власти 5 бывших генштабистов (В. А. Желтышев, В. Я. Люденквист, В. Е. Медиокритский, А. С. Нечволодов, А. Л. Симонов) и два других кадровых офицера (В. В. Вдовьев-Кабардинцев и Д. А. Северин).
На должности начальников 142 стрелковых и 33 кавалерийских дивизий в 1918—1920 годах состояло 485 человек, из них у 118 службу до октября 1917 года установить не удалось. Из остальных 367 человек военных специалистов было 327 человек (почти 90 %), в том числе 209 кадровых офицеров (свыше 55 %), из них 35 бывших офицеров Генштаба. Невоенных специалистов (бывших унтер-офицеров, солдат, матросов и не служивших) было 40 человек (около 10 %).
На должности начальника штаба дивизии состояло 524 человека, в том числе 78 человек, которые замещали также должности начдивов и уже учтены выше. Из оставшихся у 140 человек службу до октября установить не удалось, 133 человек, занимавших должность наштадива менее одного месяца, также не учтены автором. Оставшиеся 173 человека все были военными специалистами, из них 87 человек — кадровыми офицерами, в том числе 5 генералов, 45 штаб- и 37 обер-офицеров.
…Военные специалисты преобладали и на должностях среднего и старшего командного состава в звене командир полка — командир батальона, особенно на должностях командиров полков (правда, тут доля именно кадровых офицеров уже была заметно ниже). Так, в 3-й армии Восточного фронта в конце 1918 года из 61 лица командного состава, начиная от командира дивизии до командиров батальонов включительно, 47 человек (до 80 %) были военными специалистами.
…Бывшие генералы и офицеры занимали должности военных руководителей, а также подавляющее большинство других старших должностей и в местных органах военного управления (в семи окружных, 39 губернских, 395 уездных и 569 волостных комиссариатах по военным делам), свыше 90 % преподавательского и строевого состава военных академий, высших школ, ускоренных и краткосрочных командных курсов.
Кавтарадзе А. Г. Военные специалисты на службе Республики советов

#### РККА в межвоенные годы и репрессии
После окончания Гражданской войны в связи с масштабным (практически десятикратным) сокращением армии значительная часть военспецов была уволена из Красной армии, многие перешли на преподавательскую работу в военные академии. Оставшиеся на службе военспецы, занимавшие в 1920-е годы основные позиции в высшем военном руководстве страны и в системе военного образования, во многом определили облик и пути развития Красной армии.
В 1928—1929 годах был арестован и расстрелян ряд военных инженеров по делу о «контрреволюционном заговоре» в военно-промышленном управлении ВСНХ. Арестованные составляли 1/3 военных инженеров ВПУ и трестов, а по удельному весу (стаж, знания) не менее — 50 %. Были казнены: В. С. Михайлов, В. Л. Дымман, В. Н. Деханов, Н. Г. Высочанский, Н. В. Шульга. Организатор военно-химической промышленности бывший генерал В. Н. Ипатьев, узнав о расправе, стал невозвращенцем.
Рубеж десятилетий был отмечен массовой репрессивной операцией против военных (см. Дело «Весна»), направленной в первую очередь именно на кадровых офицеров старой армии.
Многие из оставшихся на службе в РККА военспецов подверглись различным репрессиям в ходе чисток в РККА 1937—1938 годах.

#### Великая Отечественная война
Некоторые военспецы, которых не затронули репрессии и не уволили из армии по возрасту и состоянию здоровья, принимали активное участие в Великой Отечественной войне на строевых и штабных должностях, в том числе как кадровые офицеры старой армии, так и офицеры военного времени.
Среди первых можно отметить следующих — это начальники Генерального штаба Маршал Советского Союза Б. М. Шапошников (полковник) и А. М. Василевский (штабс-капитан), командующий 3-м Украинским фронтом Ф. И. Толбухин (штабс-капитан), командующий Ленинградским фронтом Л. А. Говоров (подпоручик), командующий Брянским фронтом генерал-полковник М. А. Рейтер (полковник), командир 24-го гвардейского стрелкового корпуса генерал-лейтенант А. Я. Крузе (подполковник), генерал-лейтенант инженерных войск Д. М. Карбышев (подполковник), начальник штаба и исполняющий должность командира 89-го стрелкового корпуса генерал-майор А. Я. Яновский (капитан), начальник штаба 5-й гвардейской воздушно-десантной дивизии подполковник Г. С. Горчаков (капитан). Армиями и корпусами в ходе войны командовали бывшие кадровые офицеры царской армии Н. Я. Аверьянов (капитан), А. Н. Бахтин (полковник), А. В. Благодатов (поручик), С. В. Вишневский (штабс-ротмистр), Н. М. Дрейер (штабс-ротмистр), И. П. Карманов (подпоручик), Б. К. Колчигин (капитан), В. А. Крылов (капитан), В. С. Тамручи (штабс-капитан). Не дожил до войны выдающийся учёный-артиллерист генерал-полковник артиллерии В. Д. Грендаль (полковник).
Гораздо большее количество кадровых офицеров продолжали заниматься военно-научной и преподавательской деятельностью: подполковник Е. В. Александров, полковник Л. Г. Александров, подполковник В. А. Алексеев, генерал-майор Генштаба Е. З. Барсуков, генерал-майор Генштаба В. Е. Белолипецкий, полковник Н. И. Беттихер, полковник И. О. Белинский, генерал-майор Е. А. Беркалов, генерал-майор Генштаба М. Д. Бонч-Бруевич, подполковник Л. В. Внуков, полковник П. А. Гельвих, генерал-майор К. Е. Горецкий, подполковник Генштаба А. И. Готовцев, полковник И. П. Граве, генерал-майор Н. Ф. Дроздов, капитан Генштаба Г. С. Дьяков, генерал-лейтенант В. Н. Егорьев, генерал-майор Генштаба М. М. Загю, генерал от инфантерии А. М. Зайончковский, полковник Н. П. Залесский, полковник Генштаба В. Н. Зарубаев, генерал-майор Генштаба, военный агент во Франции А. А. Игнатьев, полковник Н. Е. Какурин, подполковник В. Н. Каховский, капитан Генштаба А. В. Кирпичников, подполковник Генштаба Л. Л. Клюев, генерал-майор Д. Е. Козловский, подполковник Генштаба А. К. Коленковский, капитан Генштаба Б. И. Кондратьев, генерал-майор Генштаба Н. Г. Корсун, капитан Генштаба Б. И. Кузнецов, полковник Генштаба М. Н. Кузнецов, полковник Н. Н. Лукницкий, подполковник Генштаба Л. А. Лупаков, капитан Генштаба А. Д. Лютов, капитан Генштаба В. И. Максимов, генерал-майор Н. И. Матвеевич, генерал-майор В. А. Микеладзе, полковник Г. Ф. Морозов, генерал-лейтенант Генштаба Д. Н. Надёжный, генерал-лейтенант Генштаба Ф. Ф. Новицкий, капитан Генштаба M. A. Поликарпов, генерал-лейтенант Н. М. Потапов, полковник К. В. Редьзко, капитан Генштаба М. П. Строев (Рихтер), полковник А. А. Роговский, генерал-майор Генштаба С. Н. Савченко, генерал-майор Генштаба А. А. Самойло, генерал-майор А. А. Свечин, капитан В. Н. Сергеев, генерал-лейтенант Генштаба М. А. Соковнин, генерал-майор Генштаба В. Г. Сухов, подполковник Генштаба Е. В. Сысоев, капитан Генштаба, А. Н. Тверитинов, полковник Н. И. Унгерман, подполковник, генерал-лейтенант В. Г. Фёдоров, С. Д. Харламов, полковник Генштаба, подполковник С. А. Хмельков, подполковник Генштаба Ф. П. Шафалович, полковник Генштаба Н. Н. Шварц, капитан Генштаба Е. А. Шиловский, генерал-лейтенант А. И. Шихлинский, полковник Генштаба В. М. Четков, полковник Генштаба В. Н. Чернышёв, генерал-майор B. B. Яковлев.

## За рубежом
Советские военные специалисты получали своё денежное довольствие исключительно от правительства Советского Союза, а Приказ Министра обороны Союза ССР № 010, запрещал получать подарки ценностью выше определенной суммы от правительств и местных жителей государства пребывания.
Советские военные специалисты находились (и иногда принимали участие в боевых действиях) в Северной Корее (КНДР), Северном Вьетнаме (ДРВ), Анголе, Мозамбике, на Кубе, и во многих других странах так называемой социалистической ориентации.
В Вооружённых силах Монголии начальниками Генштаба в течение первых двух лет (1922—1923) были советские военные специалисты: Лятте, П. И. Литвинцев, В. А. Хува, С. И. Попов.

### В Северной Корее
Во время Корейской войны.

### В Северном Вьетнаме
Помощь в отражении воздушной агрессии как раз и была главной задачей советских военспецов во Вьетнаме. Этим, по существу, ограничивалось их участие в боевых действиях. Хотя окружавший их ореол секретности давал пищу для многочисленных мифов. Рассказывали о русских парнях, бродящих с «калашниковыми» по вьетнамским джунглям и наводящих ужас на американцев, о советских асах, летающих на советских же МиГах под вьетнамскими именами, но во время поединков с «фантомами» отчаянно бранящихся самыми что ни на есть русскими выражениями. И мне, например, в отпуске приходилось убеждать друзей и знакомых, что всё это — анекдоты и россказни.— Илья Щербаков, советский посол в ДРВ в период войны.

## Интересные факты
- А. А. Самойло, в старой армии Генштаба генерал-майор, в Красной армии генерал-лейтенант авиации, с подачи Сталина в 1942 году был награждён за «непрерывную 50-летнюю службу стране», то есть — как можно догадаться — служба в царской армии была зачтена за общее служение своей стране.
- Один из ближайших сотрудников Б. М. Шапошникова, в царской армии Генштаба капитан Е. А. Шиловский послужил прототипом для героев двух известных литературных произведений — «Хождения по мукам» А. Толстого и «Мастер и Маргарита» М. Булгакова.

## В художественном кино
- Гроза над Белой (один из персонажей фильма — Ф. Ф. Новицкий)
- Красная площадь (фильм)
- Седьмой спутник (фильм)